# Jacques Maurice Dessertenne
Pour les articles homonymes, voir Dessertenne.
Jacques Maurice Dessertenne, né le 28 novembre 1867 à Roussillon en Saône-et-Loire et mort le 27 janvier 1928 dans le 14e arrondissement de Paris, est un peintre et illustrateur français.

## Biographie

### Famille

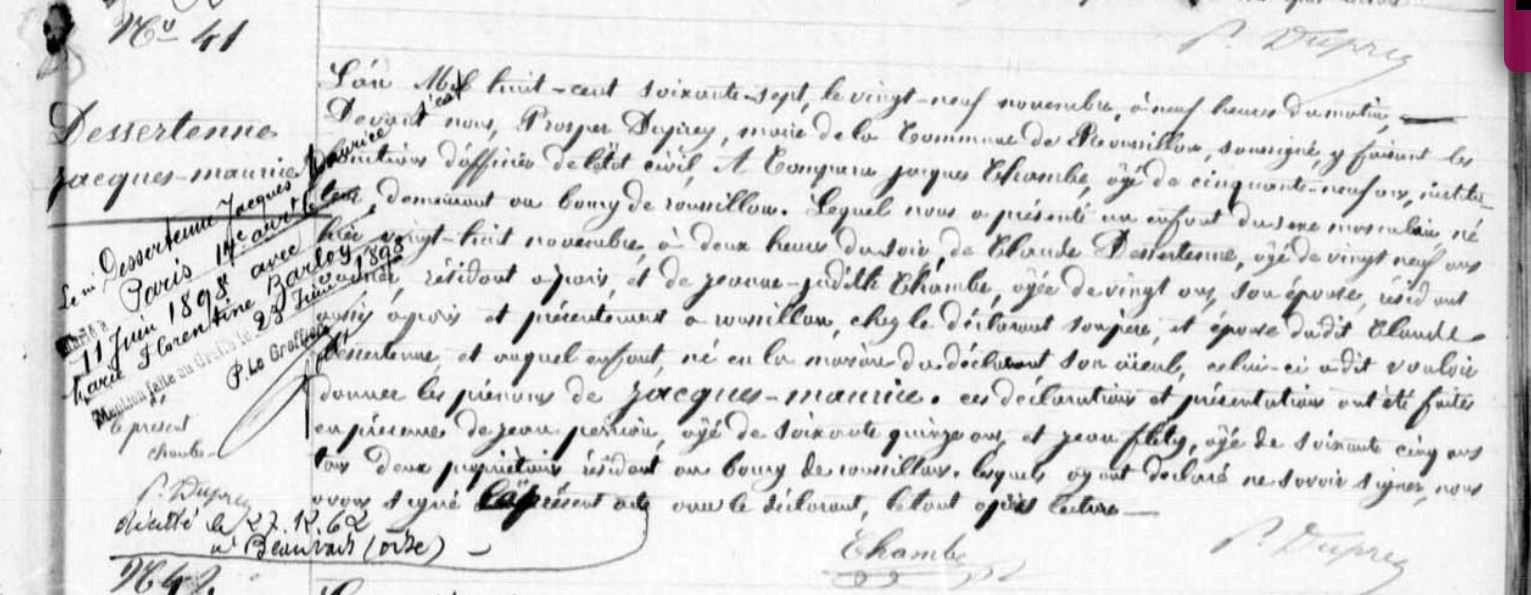
Acte de naissance de Jacques-Maurice Dessertenne.

Jacques Maurice Dessertenne naît le 28 novembre 1867 à Roussillon (renommé Roussillon-en-Morvan en 1933) du mariage de Claude Dessertenne et de Jeanne Judith Chambre.
Le 11 juin 1898 à Paris, il épouse Marie Florentine Barloy, qui était divorcée depuis le 27 novembre 1891 de Gioanni Sismondino. De ce mariage était née Blanche Jeanne Sismondino (née le 20 décembre 1885 à Paris 19e, couturière, morte le 15 juillet 1972 à Mandres-les-Roses (Val-de-Marne) qui épousera le 7 décembre 1918 à Paris 14e, Michel André Kahn (1888-1959).
Il meurt le 27 janvier 1928 dans le 14e arrondissement de Paris,.

### Carrière de peintre et d'illustrateur
Il suit l'enseignement de Joseph Blanc, Jean-Paul Laurens, Antoine Etex et Charles Gabriel Forget.
Il est peintre et dessinateur d'architectures, auteur de planches anatomiques et zoologiques, notamment ornithologiques.

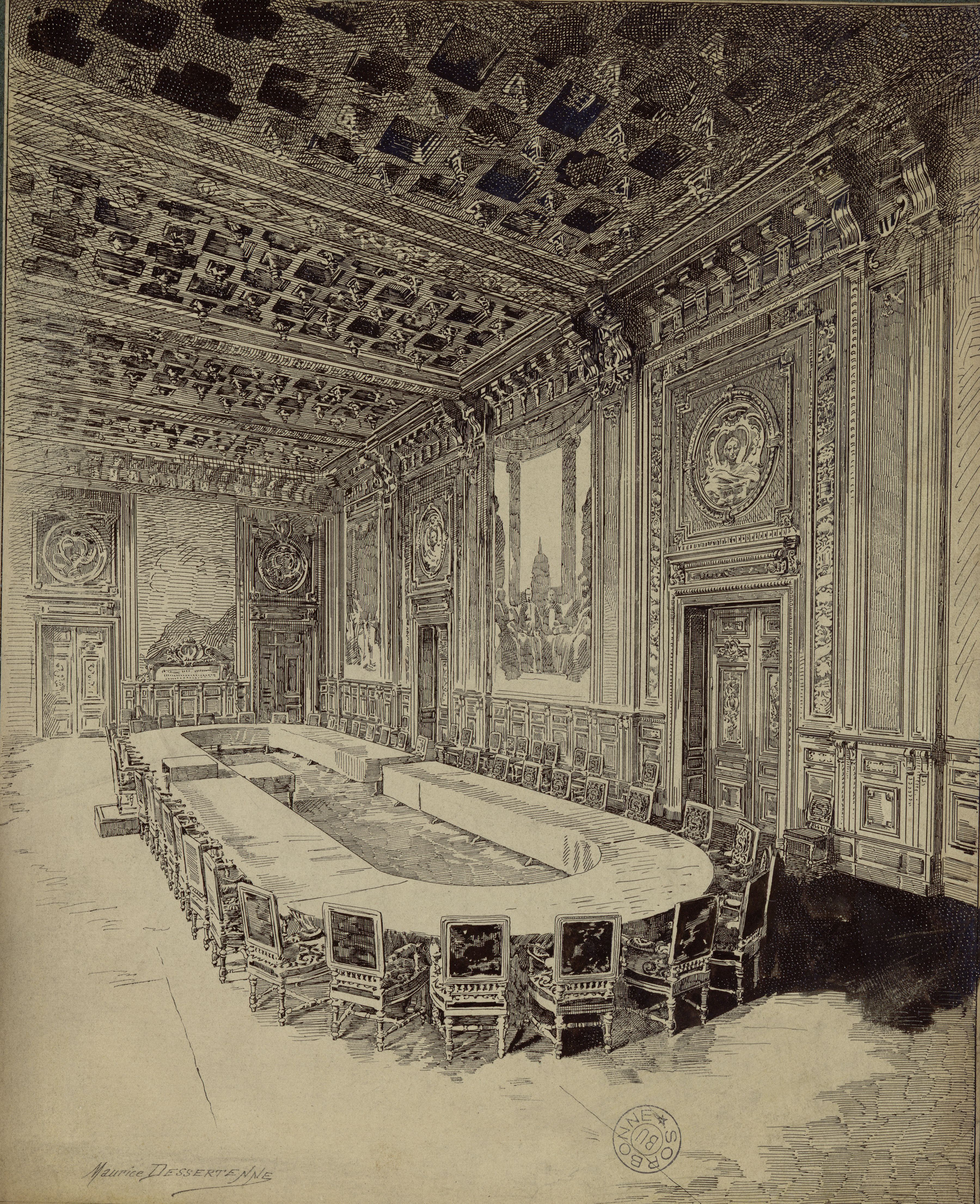
Jacques-Maurice Dessertenne, Le grand salon de l'Université de Paris (Bibliothèque interuniversitaire de la Sorbonne, NuBIS).

Il est le seul illustrateur des premières éditions du dictionnaire Larousse illustré, puis l'un des principaux du Nouveau Larousse illustré.

## Ouvrages illustrés
Jacques Maurice Dessertenne a illustré :
- L'oncle Bontemps, d'Olivier Darc. Paris : Ducrocq, 1895.
- Catalogue des camées antiques et modernes de la Bibliothèque nationale, de Ernest Babelon. Paris : E. Leroux, 1897.
- Les oiseaux d'Europe, Tableaux synoptiques, de Paul Paris. Paris : L. Laveur, 1906.
- L'orpheline d'Alsace, de Henri Le Verdier. Paris : Albin Michel, circa 1910.
- Le beau visage de la patrie, Introduction à un essai d'esthétique rurale, de Louis Dumont. Paris : Bibliothèque de l'Éducateur, 1923.
- Guide de la navigation de plaisance sur le Léman, de Georges Lefranc. Thonon-les-Bains : Librairie P. Pellissier, 1926.
- La véritable médecine de famille de l'oncle Paul, du Dr L. Paris : A. Taride, 1948.